# Bad Camberg
Bad Camberg è un comune tedesco di 14 294 abitanti, situato nel land dell'Assia.